# Logarithmes musicaux
Les logarithmes musicaux sont un moyen de mesure fine des intervalles musicaux par les logarithmes.
En langage courant, on parle souvent d'additions d'intervalles, disant par exemple qu'une tierce majeure plus une tierce mineure forment une quinte alors que, du point de vue de la physique, il s'agit de multiplier les rapports (qu'ils soient de longueurs de cordes, ou de fréquences, etc.), par exemple 5/4 x 6/5 = 3/2. Si les représentations logarithmiques des intervalles semblent à première vue complexes, elles sont en réalité plus intuitives. Notre perception des sons est elle-même logarithmique (voir Loi de Weber-Fechner).

## Histoire

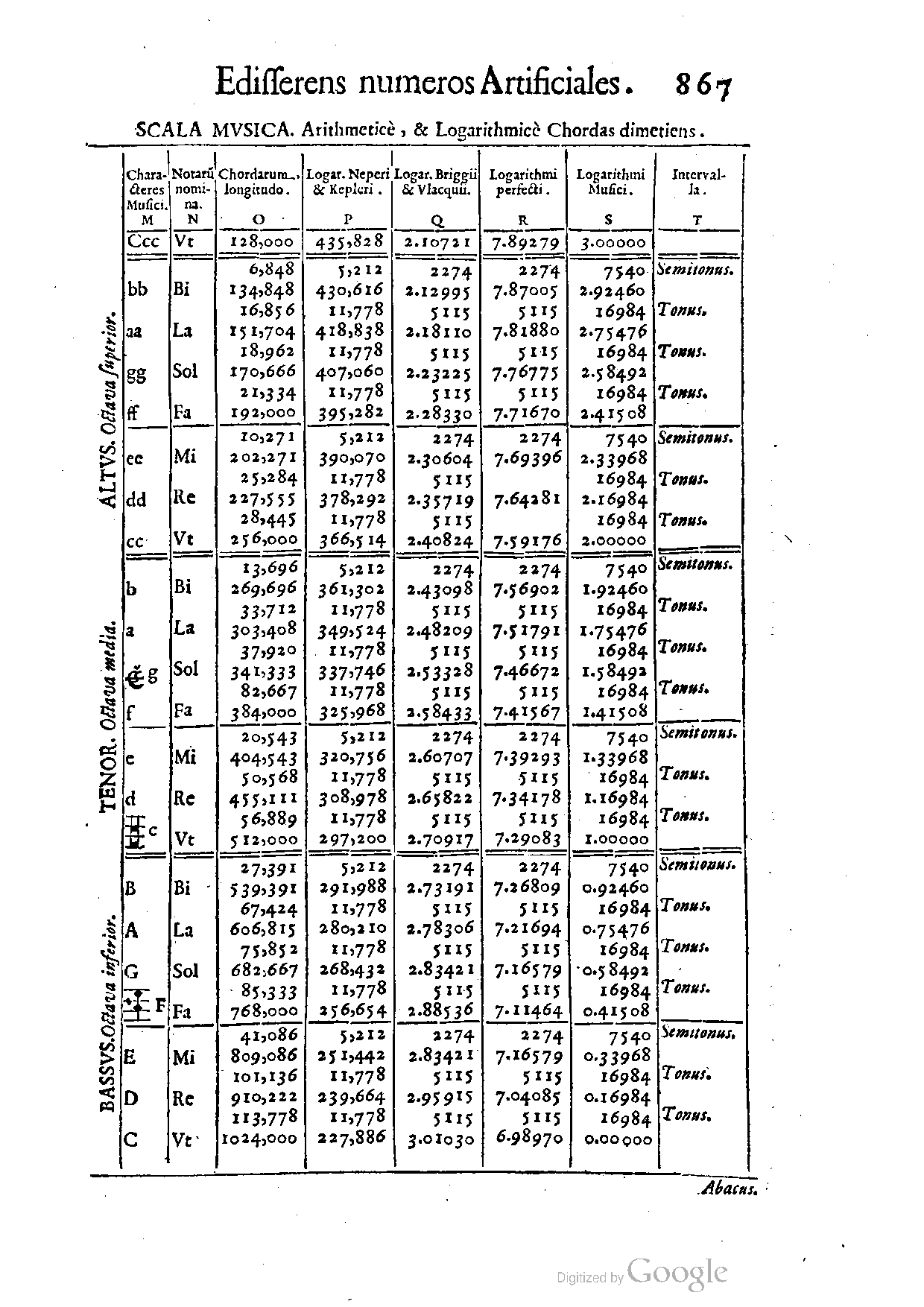
Logarithmes musicaux

L'intérêt pour l'utilisation musicale des logarithmes est presque aussi ancien que les logarithmes eux-mêmes, inventés par John Napier en 1614. Dès 1647, Juan Caramuel y Lobkowitz (1606-1682) décrit dans une lettre à Athanasius Kircher l'usage des logarithmes à base 2 en musique. Dans cette base, l'octave vaut 1, le demi-ton 1/12, etc. Les logarithmes avaient été utilisés aussi probablement par Descartes vers 1635 et par Nicolaus Mercator avant 1657. Juan Caramuel publie en 1670 une image (ci-contre) qui montre, sur trois octaves de l'échelle diatonique, outre les noms des notes  en notation alphabétique et en syllabes de solmisation et les longueurs de cordes qui leur correspondent, les cologarithmes népériens (Logarithmi Neperi & Kepleri), les logarithmes décimaux (Logarithmi Briggi & Kepleri), les cologarithmes décimaux (Logarithmi perfecti), les logarithmes musicaux (Logarithmi Musici, logarithmes binaires) et le nom des intervalles.
Sauveur publie un système logarithmique musical dans ses Principes d'acoustique et de musique, de 1701, fondé sur l'utilisation des logarithmes à base 10, probablement parce que les tables en étaient disponibles ; il a utilisé des logarithmes calculés avec trois décimales. Le logarithme décimal de 2 vaut approximativement 0,301, que Sauveur propose de multiplier par 1000 pour obtenir des unités valant 1/301 d'octave. Comme 301 est le produit de deux nombres premiers, 43 et 7, il suggère de prendre des unités d'un quarante-troisième d'octave, qu'il appelle « mérides », divisées en 7 parties, les « heptamérides ». Il a envisagé aussi la possibilité de diviser chaque heptaméride en 10 « décamérides », mais il ne fait pas lui-même réellement usage de cette unité microscopique. Il propose d'utiliser ces unités pour la mesure de « systèmes orientaux », ce qui l'a fait considérer parfois comme le créateur de l'ethnomusicologie.
Au début du  XIXe siècle Gaspard de Prony propose « d'appliquer au calcul des intervalles musicaux des procédés analogues à la nature des quantités soumises au calcul, et réunissant, à la simplicité et à la commodité des opérations, toute l'exactitude désirable. » Il crée une échelle logarithmique à base {\displaystyle {\sqrt[{12}]{2}}}, dans laquelle l'unité correspond à un demi-ton du tempérament égal. L'unité est plus tard connue sous le nom de prony.
Alexander John Ellis décrit en 1880 un nombre élevé de diapasons anciens qu'il avait relevés ou calculés. Il indique l'intervalle en demi-tons avec deux décimales, c'est-à-dire avec une précision au centième de demi-ton, qui les sépare d'un diapason grave théorique, la3 = 370 Hz, pris comme point 0 de référence. Il publie en 1885 « Of the Musical Scales of Various Nations » (Des échelles musicales de différentes nations ), dans lequel il compare les intervalles, exprimés cette fois en centièmes de demi-ton, d'échelles musicales décrites par diverses théories musicales non européennes. La musicologie comparée, qui s'intitule ethnomusicologie depuis le milieu du XXe siècle, utilise largement cette unité à laquelle Ellis a donné le nom de cent.
En référence à Félix Savart, le nom de « savart » a été donné en 1902 par A. Guillemin au logarithme décimal de l'intervalle qui s'exprime par le rapport 10/1, soit trois octaves et une tierce majeure pure – le logarithme décimal de 10 est évidemment 1; Guillemin propose aussi l'expression "millisavart" pour le millième du savart. Guillemin ne précise pas avec combien de décimales il faut calculer le logarithme des autres intervalles, de sorte que la valeur exacte du millisavart varie selon les sources. La Revue d’Acoustique propose en 1932 dans un « Vocabulaire acoustique » d'arrondir l'ancien millisavart, appelé désormais savart, à 1/300e d'octave. Émile Leipp donne cinq chiffres significatifs, donc 301,03 savarts dans l'octave.
D'autres subdivisions basées sur le logarithme décimal avaient été proposées auparavant, notamment la division de l'octave en 30 103 parties (soit 100 000 fois le logarithme décimal de 2), appelée jot par le mathématicien anglais Auguste De Morgan (1806 - 1871).

## Définitions des unités

### Principe de base
L'écart des fréquences de deux notes distantes d'une octave correspond à un rapport de 2 à 1. Ainsi, si la3 du diapason actuel est fixé à 440 Hz, la2, plus grave d'une octave, a une fréquence de 220 Hz, et la4, plus aigu d'une octave, 880 Hz. On définit encore en descendant vers les graves la1 à 110 Hz et la0 à 55 Hz et en montant dans les aigus la5 à 1 760 Hz.
Il en résulte une progression exponentielle des fréquences et à l'inverse une perception logarithmique des intervalles de notes : des différences de fréquence de plus en plus grandes à mesure que l'on monte (55, 110, 220, 440, 880, 1760 Hz) sont perçues comme égales. C'est pourquoi on utilise le rapport de fréquence qui reste toujours invariable pour un même intervalle. Or une fonction logarithmique transforme par définition un rapport en différence ce qui facilite la représentation et le calcul des intervalles,,.

La formule la plus générale pour le calcul de la valeur logarithmique d'un intervalle est
où l est la valeur logarithmique recherchée, K une constante déterminant l'unité logarithmique utilisée, {\displaystyle \log _{x}} le type de logarithme (par exemple log, le logarithme décimal, ou {\displaystyle \log _{2}}, le logarithme binaire, etc.) et {\displaystyle {\frac {f_{2}}{f_{1}}}} le rapport numérique qui décrit l'intervalle dont on veut connaître le logarithme. Par exemple, {\displaystyle \log(2/1)}, le logarithme décimal du rapport d'octave, vaut environ 0,30103. Pour obtenir des savarts, il faut multiplier cette valeur par K=1000. Le résultat est donc 301,03. Pour obtenir des cents, il faut choisir plutôt le logarithme binaire ({\displaystyle \log _{2}}) dans lequel, par définition, le rapport d'octave vaut 1, et multiplier cette valeur par K=1200. Pour le rapport de quinte (3/2), on aurait {\displaystyle \log(3/2)\approx 0,1761}, à multiplier par 1000 pour obtenir 176 savarts ; ou {\displaystyle log_{2}(3/2)\approx 0,585}, à multiplier par 1200 pour obtenir 702 cents.
Pour passer du logarithme décimal au logarithme binaire, il faut diviser le premier par log(2).
Pour retrouver le rapport de fréquence il faut appliquer la fonction exponentielle réciproque de même base que le logarithme utilisé.

### L'heptaméride et le savart
Dans les deux cas, la constante est K=1000 et le logarithme est décimal. Ces logarithmes, en d'autres termes, sont égaux à 1000 fois le logarithme décimal du rapport, :
La différence entre l'heptaméride et le savart tient au nombre de décimales : l'heptaméride est fondé sur le logarithme décimal calculé avec trois décimales, alors que la définition du savart demeure imprécise, variant de trois à cinq décimales (ou plus). Quand une note est à l'octave d'une autre, le rapport {\displaystyle f_{2}/f_{1}=2}. Avec 5 décimales, le logarithme décimal de 2 vaut 0,30103, donnant 301,03 savarts dans l'octave. Mais cette valeur est souvent arrondie à 301 ou même à 300,.
D'autres subdivisions fondées sur le logarithme décimal ont été proposées, notamment la division de l'octave en 30103 parties (soit K=100 000, l'octave valant 100 000 fois le logarithme décimal de 2), centième de savart, appelée jot par le mathématicien anglais Auguste De Morgan. Des valeurs aussi petites n'ont cependant qu'un intérêt purement théorique. Alexander Wood, en 1923, a proposé aussi le centioctave, centième d'octave, valant donc 3,01 savarts.

### Le prony
La constante est 12 et le logarithme est binaire. Le prony, en d'autres termes, vaut un douzième d'octave, c'est-à-dire un demi-ton au tempérament égal. L'intervalle en pronys vaut, :

### Le cent
Le cent se définit comme la centième partie du demi-ton tempéré. La constante est 1200 et le logarithme est binaire :
Le prony et le cent ont été définis indépendamment l'un de l'autre, mais sont en relation : le demi-ton tempéré vaut 1 prony et 100 cents. Un intervalle d'une octave, soit 12 demi-tons, correspond à 12 pronys et à 1 200 cents.
Plusieurs unités apparentées au cent ont été proposées. Le centitone, appelé parfois aussi Iring, par W. Iring en 1898 puis par J. Yasser en 1932, qui propose aussi le decitone et le millitone. A. Guillemin, en 1904, mentionne aussi deux autres unités apparentées au cent, la première le jamin, centième de ton tempéré (équivalant donc à 2 cents), et le déciton, dixième de ton (20 cents).

### Table d'équivalence
Le savart et le cent sont reliés par la relation :
Le tableau d'équivalence suivant donne les valeurs dans les diverses unités pour les rapports de fréquences de la gamme pythagoricienne, ainsi que pour le demi-ton de la gamme tempérée. Pour les besoins de la comparaison, les valeurs sont données à trois décimales (sauf pour les heptamérides qui n'en comportent jamais plus d'une) mais dans la pratique ces décimales sont sans signification parce que les intervalles qu'elles décrivent sont loin en dessous du seuil de perception. L'heptaméride et le savart valent approximativement 4 cents, le prony vaut 100 cents ou approximativement 25 savarts.
| Note             | Rapport de fréquence au Do       | heptaméride | savart' | prony  | cent     |
| ---------------- | -------------------------------- | ----------- | ------- | ------ | -------- |
| Do (C)           | 1/1                              | 0           | 0       | 0      | 0        |
| Ré (D)           | 9/8                              | 51,1        | 51,153  | 2,039  | 203,910  |
| Mi (E)           | 81/64                            | 102,3       | 102,305 | 4,078  | 407,820  |
| Fa (F)           | 4/3                              | 124,9       | 124,939 | 4,980  | 498,045  |
| Sol (G)          | 3/2                              | 176,1       | 176,091 | 7,020  | 701,955  |
| La (A)           | 27/16                            | 227,2       | 227,244 | 9,059  | 905,865  |
| Si (B)           | 243/128                          | 278,4       | 278,396 | 11,098 | 1109,775 |
| Do (C)           | 2/1                              | 301,0       | 301,030 | 12,000 | 1200,000 |
| Demi-ton tempéré | {\displaystyle {\sqrt[{12}]{2}}} | 25,1        | 25,086  | 1,000  | 100,000  |

Otto Abraham et Erich von Hornbostel ont publié en 1909 une « table pour la transformation de logarithmes en cents », où le logarithme de l’octave est décrit comme 3010 – il s’agit donc plus précisément de logarithmes décimaux multipliés par 10 000 ou de savarts multipliés par 10 (mais Abraham et von Hornbostel n'utilisent pas ce nom). Ellis avait déjà donné en 1895 une table d'équivalence entre cents et "logarithmes", 1200 cents valant 30103 logs : ce sont plus précisément des jots, déjà mentionnés ci-dessus.

## Utilisation
Les logarithmes musicaux ont servi en particulier à calculer des systèmes d'accordage et des tempéraments ou à décrire et à commenter des systèmes non européens. Ils ont joué un rôle essentiel dans la description et le calcul du tempérament égal dès le 17e siècle. Selon Rudolf Rasch,
À un moment donné au 17e siècle, les mesures logarithmiques de la hauteur ont été ajoutées aux valeurs habituelles de longueurs de cordes, grâce à quoi une image psychologiquement plus réaliste des relations entre hauteurs a pu être donnée. Les logarithmes ont rendu plus faciles la description et le calcul de pratiquement n'importe quel système d'accordage imaginable.
Curt Sachs, décrivant l'« atelier de l'ethnomusicologue », souligne la nécessité d'une description simple des intervalles, pour laquelle deux nécessités lui semblent évidentes :
(1) Exprimer des distances semblables par des nombres identiques, indépendamment des hauteurs et des fréquences ;
(2) Les exprimer de telle sorte que les nombres [...] donnent immédiatement une image claire de la dimension en question.
Le seul moyen de rencontrer ces besoins est de transformer les valeurs de fréquence en logarithmes. Cette transformation implique automatiquement une transformation de la division originelle inconfortable en une soustraction aisée : log(x/y) = log(x)-log(y). Par la plus simple des opérations, cette soustraction peut être exprimée par un seul nombre qui, répondant au premier de nos besoins [...] est la valeur logarithmique de l'intervalle en question.
Le deuxième besoin [...] a été rencontré par le Français Félix Savart (1791-1841) et son système de savarts logarithmiques. En dehors de la France, les savarts ont été supplantés par le système des cents de Ellis (1884). Un savart est égal à 3,99 ou, arrondi, à 4 cents et le demi-ton est exprimé par 25 savarts et 100 cents.
Les logarithmes sont parfois utilisés pour des opérations plus complexes, en analyse musicale par exemple, pour des opérations de segmentation de la musique.